# Mailänder Möbelmesse

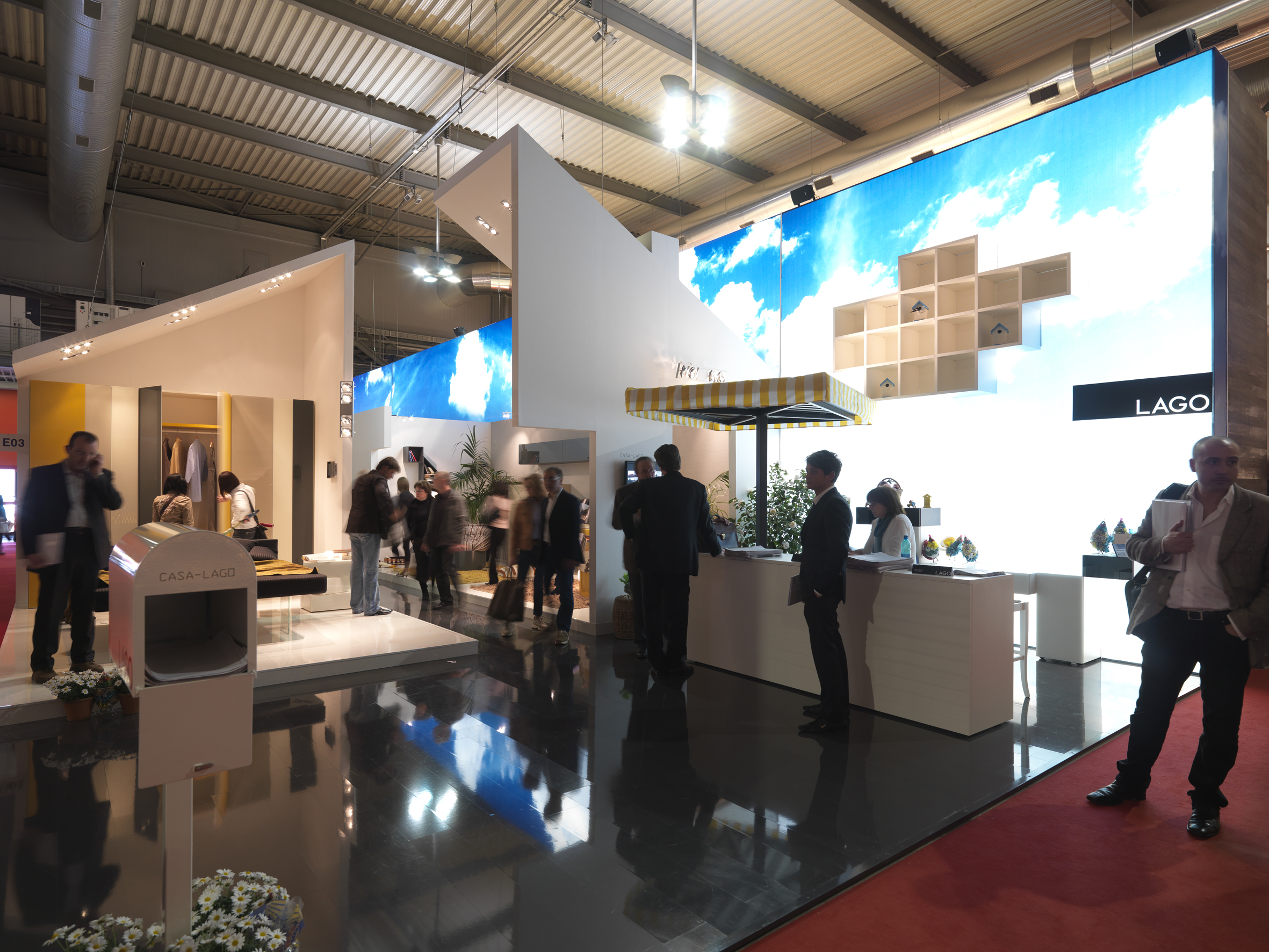
Messestand auf der Mailänder Möbelmesse (2008)

Die Mailänder Möbelmesse (Salone Internazionale del Mobile di Milano) ist eine seit 1961 jährlich im April stattfindende Möbelmesse in Mailand.
Sie gilt als die größte und wichtigste Möbelmesse weltweit.
2016 gab es 2.407 Aussteller auf der Messe und der Salone Internazionale del Mobile wurde von 372.151 Besuchern besucht.
Schon vor den offiziellen Messetagen geht es mit der „Mailänder Design Woche“ los, wie dem Fuorisalone, den Veranstaltungen in den Designbezirken der Stadt wie dem Altstadtviertel Brera oder in Lambrate. Begleitend zur Möbelmesse werden seit 1974 auch auf der EuroCucina aktuelle Möbeltrends aus dem Küchenbereich präsentiert.
2024 reisten insgesamt 361.417 Besucher aus aller Welt nach Mailand, um die neuesten Produkte und Innovationen der 1.950 Aussteller aus 35 Ländern zu sehen.